# Guido Felix Pignatelli
Guido Felix Pignatelli (Guido Felice of Gui Félix) (1720 - 1753) was een edelman en militair uit het Huis Pignatelli. 
Hij werd geboren op 5 november 1720 als zoon van Procopo Pignatelli en Henriette Julie de Durfort. Hij voerde als titels onder andere 9de prins van Gavere en 13de Graaf van Egmont, 7de hertog van Bisaccia, graaf van San Giovanni de la Cerignole en heer van Zottegem. In 1743 werd hij grande van Spanje. Hij leidde in 1744 een regiment dragonders in dienst van de Franse koning Lodewijk XV (Egmont-regiment) en werd op 10 maart 1747 gepromoveerd tot brigadier. Guido Felix trouwde op 5 februari 1744 in Parijs met Amable Angelique de Villars, enige dochter van de hertog van Villars. Het huwelijk bleef kinderloos. Guido Felix stierf op 3 juli 1753 en werd opgevolgd door zijn broer Casimir Pignatelli. Na Guido Felix' dood trad zijn echtgenote op 18 juni 1754 toe tot het klooster van de Filles du Calvaire vlak bij het Palais du Luxembourg.